# Comedy Central (Espanya)
Comedy Central (anteriorment conegut com a Paramount Comedy) és un canal de televisió per subscripció espanyol d'origen estatunidenc amb programació basada en la comèdia i l'humor. Va ser llançat l'1 de març de 1999 i és propietat de ViacomCBS.

## Història
Comedy Central va començar les seves emissions l'1 de març de 1999 sota el nom de Paramount Comedy, compartint espai amb el canal Nickelodeon. Els dos canals finalment es van separar al febrer de 2005 en crear-se un senyal independent per a Nickelodeon.
L'1 de setembre de 2009 la cadena (de part de Viacom va canviar la seva imatge corporativa donant-li un aspecte més semblant al del seu germà estatunidenc, Comedy Central.
En gener de 2011 es va especular la possibilitat d'entrada d'aquest canal en TDT, però finalment el grup Viacom va decidir llançar el canal de cinema Paramount Channel.
El 18 de desembre de 2012, la cadena per fi va fer el salt al format panoràmic 16:9.
El 14 de maig de 2014, Paramount Comedy va passar a dir-se Comedy Central, una nomenclatura amb la qual el grup audiovisual ha batejat al canal en altres països. Aquest mateix dia, coincidint amb el canvi de nom, també es va llançar la versió en alta definició Comedy Central HD.

## Programació
La programació de la cadena està dedicada exclusivament a la comèdia en tots els seus formats, a través de l'emissió de sèries tant nacionals com internacionals, programes de producció pròpia (stand ups o monòlegs) i cinema comercial.

### Producció pròpia
Comedy Central va revaloritzar la comèdia en Espanya i sobretot el terme stand-up més conegut com a "monòleg en viu" o simplement "monòleg".
La cadena va posar especial èmfasi creant programes stand-up, (la majoria d'ells, programes creats en viu en teatres coneguts del país, i després televisats en diferit) com a Nuevos cómicos, "Central de cómicos", "Central de cómicos XXL" o "Central de cómicos exprés" i creant programes d'humor com "La hora chanante", "Noche sin tregua", "Smonka!", "Nada que perder", "Telecomping", Solo ante el Peligro o la seva sèrie d'esquetxos "Ascensores". A més ha servit com a pedrera de nous humoristes i actors com per exemple Eva Hache, Ricardo Castella, Julián López, Ángel Martín, Agustín Jiménez, Joaquín Reyes o Ernesto Sevilla.
En la programació original actual, destaca Central de Cómicos, un programa de monòlegs humorístics els protagonistes dels quals realitzen també gires per teatres des de 2001. També s'emeten sèries d'àmbit nacional i internacional, a més de pel·lícules

#### Central de Cómicos
Central de Cómicos és un programa de creació pròpia provinent del programa per excel·lència de la cadena: Nous Còmics. Sota aquest títol (Central de Cómicos) la cadena reuneix tots els continguts propis de comèdia en viu. Després de la creació d'aquest contenidor, Comedy Central va crear tres programes diferents: Central de Cómicos Express, Central de Cómicos i Central de Cómicos XXL, emetent-se de dilluns a divendres, els divendres, i els caps de setmana respectivament.
La mecànica d'aquests programes és exactament la mateixa, ja que un grup de persones es reuneix per a comptar un monòleg. L'únic canvi és que a Central de Cómicos Express s'emeten alguns monòlegs tallats. Central de Cómicos s'emet una vegada a la setmana i compta amb l'emissió d'un nou monòleg. Per part seva, Central de Cómicos XXL és un programa en el qual l'emissió se centra en quatre monòlegs (enters i repetits). Finalment, cal destacar que Central de Cómicos és sens dubte un dels programes que més popularitat gaudeix en la cadena de Viacom.

#### El Roast de Santiago Segura
L'actor i director Santiago Segura va ser el protagonista del primer "roast" de la cadena titulat "El Roast de Santiago Segura. Amiguetes los justos", un format estatunidenc de comèdia en el qual un grup d'amics es reuneix per a criticar en públic al protagonista del xou. L'espai està presentat pel còmic Alex O'Dogherty.

## Sèries espanyoles
La cadena sol emetre sèries d'àmbit nacional tals com:
- Aquí no hay quien viva
- Chi-Cas
- El Divo
- La que se avecina
- Los protegidos
- Vaya semanita
- La hora de José Mota

### Sèries estrangeres
Les sèries que sol emetre la cadena d'àmbit internacional són:
- Anger Management
- Bored to Death
- Breaking Bad
- Friends
- Cómo conocí a vuestra madre
- Reglas de compromiso
- Whitney
- South Park
- Royal Pains
- Aquellos Maravillosos 70
- Becker
- Sports Night
- The Edge (Al Filo)
- Doctor en Alaska
- Larry David
- Cosas de marcianos
- Quark
- Padre de Familia
- Los Simpsons
- American Dad
- The Cleveland Show
- Futurama